# 最高裁判所 (インドネシア)
最高裁判所（さいこうさいばんしょ、インドネシア語: Mahkamah Agung）は、インドネシア共和国における独立した司法機関である。裁判所制度を維持し、他の裁判所の頂点に立つ最上級裁判所であり、新しい証拠が出てきた際は事件を再審査することができる。

## 司法権
最高裁判所は、インドネシア共和国憲法の第3次改正により独立した。最高裁判所は、高等裁判所（Pengadilan Tinggi）及び地方裁判所（Pengadilan Negeri）を監督する。インドネシアには、通常裁判所31庁、宗教裁判所29庁、行政裁判所4庁、軍事裁判所4庁の、合わせて68庁の高等裁判所がある。また、約250庁の地方裁判所と時々設置される特別法廷がある。最高裁判所は、地方裁判所から高等裁判所への上訴の次になされる上訴を扱う最終審裁判所である。最高裁判所は、十分な新しい証拠が見つかった場合、事件を再審査することもできる。ただし、憲法問題は、2003年に設置された憲法裁判所の管轄となる。

## 裁判官
憲法によると、最高裁判所裁判官の候補者は、誠実さを有し、法律に精通しているだけでなく高潔な人物であることが求められる。志望者は、司法委員会から国民協議会下院に推薦される。下院が承認すれば、大統領から任命される。2011年中間時点で、インドネシアには804庁の様々な種類の裁判所があった。約50人の裁判官が最高裁判所に在籍しており、その他の裁判所には、全国で約7,000人の裁判官が就任している。公式には、51人の裁判官で構成される最高裁判所は、8つの執務室に分かれている。

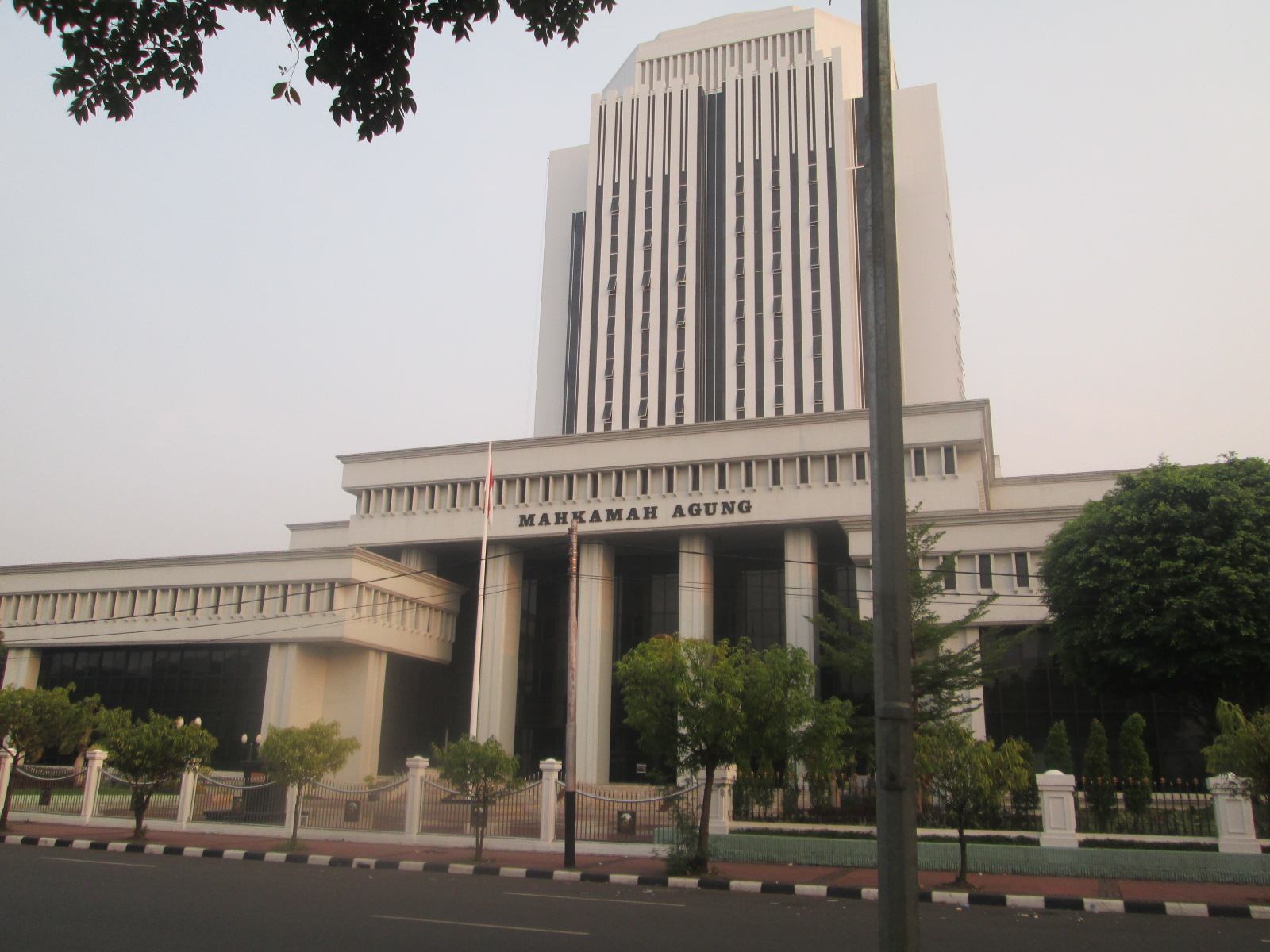
ジャカルタのムルデカ広場北にある最高裁判所庁舎

### 最高裁判所長官
最高裁判所長官と副長官は、最高裁判所裁判官により、その中から選ばれる。その手続きは、社会的な議論と批判を巻き起こすことがある。例えば、2012年の初め、Harifin A Tumpa（2012年3月に長官を退任）に代わる新長官の選定の準備が進行中であるとの憶測が広がっていた頃、票の買収の噂がジャカルタで報道された。最高裁判所長官の地位には、その地位が持つ影響力が故に「徹底的な競争」があると言われており、その競争には金銭の支払いも含まれていると噂された。
2012年2月8日の選挙で、他の4人の候補者を退けて、Muhammad Hatta Aliが最高裁判所長官の地位を勝ち取った。2012年3月1日、彼は、スシロ・バンバン・ユドヨノ大統領に最高裁判所長官として任命され、宣誓就任した。Hattaは、1982年に裁判官になり、北ジャカルタ地方裁判所に着任した。彼は、2003年に高等裁判所裁判官に任命され、2007年に最高裁判所長官になった。
Wirjono Prodjodikoroは、1952年から1966年まで就任していたが、最高裁判所長官の中で最も在任期間が長い。

#### 2001年以降の長官一覧
- Bagir Manan（2001年5月18日  ー  2008年10月31日）
- Harifin Tumpa（2008年11月1日[注 3]  ー  2012年3月1日）
- Muhammad Hatta Ali（2012年3月1日　ー 2020年4月30日）
- Muhammad Syarifuddin（2020年4月30日 ー  2024年10月16日）
- Sunarto（2024年10月16日  ー ）

## 裁判事務の運営
殆どのインドネシアの法制度と同様、最高裁判所はひどく忙殺されている。あるオブザーバーは、「最高裁判所は、毎年増える新しい事件の洪水で溺れ死んでいる」と述べた。例えば、2010年は、22,000件以上の事件が受理されたが、裁判所が処理できたのは14,000件以下であった。この問題への対処のひとつとして、裁判事務運営方法の改善の計画が検討されている。2011年の計画では、法廷の作業を改善するため、新しい執務室を設置することが示されている。この計画により、刑事事件、民事事件、宗教事件、行政事件、軍事事件の5つの執務室を導入された。しかし、変更には議論の余地があり、今後さらなる改善を要する。
2010年に最高裁判所に割り当てられた予算は、わずか6兆ルピアであった。
インドネシアの法制度全体について重要な問題（最高裁判所についてはそうでもないが）のひとつは、多くの下級裁判所の裁判官の賃金が安いことである。裁判官の基本給は、諸手当を除くと、月額300USDを下回ることがある。その結果、職務に関して金銭を受け取りたくなる裁判官もいる。裁判官の賃金が安いことは、裁判官が政府と議会に対し、この問題に取り組むよう強く迫り、またストライキを行うおそれもあったため、インドネシアで多くの注目を集めた。下級裁判所の業績不振と苦境は、全国で法的基準を確立しようとする取組みにおいて、必然的に最高裁判所の問題に繋がる。これらの問題は、インドネシアで大きな注目を集め、問題を解決する最良の方法について多くの議論が巻き起こった。
法廷の運営方法自体に対する批判が出ることもある。例えば、2014年5月、最高裁判所裁判官達は、180人以上の裁判官を乗せて南東スラウェシ州のワカトビ国立公園へ行くための特別機を借りるために裁判所の予算を使うことに賛同した。この旅行の参加者は、裁判所の経費で、様々なホテルに宿泊した。司法を監視する団体等は、裁判所を批判したが、裁判所当局者は、この合意を支持した。

## 規則の執行
インドネシアの法制度の共通の批判のひとつは、執行力の弱さである。法律が明確であっても、あるいは、裁判所が明確に判断を下しても、執行力が弱いことがある。近年、この批判は、他の法制度の作用と同様に最高裁判所の作用に対しても向けられている。最高裁判所の判決の執行は、その他のあらゆる法制度における判断の執行の基準を示すものであるため、この問題は、原理的に最高裁判所にとって深刻な問題である。
中心的な問題は、最高裁判所の判決を含む、法制度の執行の制度や仕組みが、財源不足であり、また、運用面が弱いことである。そのため、最高裁判所判決の執行が長期間遅滞している例が多くある。ひとつの例にすぎないが、広く報道された事例では、インドネシアの有名な大学のひとつであるボゴール農科大学は、インドネシアで販売されている調合乳のブランドの検査に関して、大学内で行われて物議をかもしている研究についての一定の明細を公開するよう最高裁判所から命じられた。しかし大学は、裁判所の決定の後、これに従わず、事件の遂行中のある手続きのの結果として発生した約230ドルのわずかな手数料すら支払わなかった。その他の多くの遅延の事例は、いつもインドネシアのメディアで報じられ、最高裁判所で勝訴したことのある法律家に解説されている。